# Świackie (gromada)
Świackie – dawna gromada, czyli najmniejsza jednostka podziału terytorialnego Polskiej Rzeczypospolitej Ludowej w latach 1954–1972.
Gromady, z gromadzkimi radami narodowymi (GRN) jako organami władzy najniższego stopnia na wsi, funkcjonowały od reformy reorganizującej administrację wiejską przeprowadzonej jesienią 1954 do momentu ich zniesienia z dniem 1 stycznia 1973, tym samym wypierając organizację gminną w latach 1954–1972.
Gromadę Świackie z siedzibą GRN w Świackich utworzono – jako jedną z 8759 gromad – w powiecie suwalskim w woj. białostockim, na mocy uchwały nr 23/V WRN w Białymstoku z dnia 4 października 1954. W skład jednostki weszły obszary dotychczasowych gromad Świackie (z wyłączeniem obszaru jednego gospodarswa o powierzchni 8,69 ha obejmującego parcelę nr 12), Bosse, Berżałowce (z wyłączeniem obszaru jednego gospodarswa o powierzchni 3,25 ha obejmującego połowę parceli nr 53), Degucie, Grudziewszczyzna, Kukle, Olszanka, Poćkuny, Posejny, Zaruby i Zaleskie ze zniesionej gminy Berźniki w tymże powiecie. Dla gromady ustalono 10 członków gromadzkiej rady narodowej.
1 stycznia 1956 roku gromadę włączono do reaktywowanego powiatu sejneńskiego.
1 stycznia 1969 gromadę Świackie zniesiono, włączając jej obszar do nowo utworzonej gromady Sejny, oprócz wsi Bosse i Berżałowce włączonych do gromady Berźniki i wsi Kukle włączonej do gromady Giby.